# Geist aus dem Ghetto
Geist aus dem Ghetto ist der Titel eines unveröffentlichten Buches des österreichischen Philosophen und Musikforschers Harald Kaufmann (1927–1970). Begonnen im Jahr 1952, stellt das enzyklopädisch angelegte Projekt den zur damaligen Zeit singulären Versuch dar, herausragende Leistungen jüdischer Intellektueller in Wien um 1900 ins gesellschaftliche Bewusstsein zu rufen und somit jene Kultur vor dem Vergessen zu bewahren, die während der nationalsozialistischen Herrschaft fast vollständig vernichtet wurde.

## Entstehungsgeschichte
Der Anstoß zu Geist aus dem Ghetto kam, wie aus einer Tagebuchaufzeichnung Kaufmanns vom April 1952 hervorgeht, von dem Dirigenten Hans Swarowsky (1899–1975): „Swarowsky regt an, ich soll ein Werk über den Wiener Intellektualismus der Jahrhundertwende schreiben. Bin begeistert. Genie aus dem Ghetto, oder so ähnlich“. Ende der 1950er Jahre präsentierte Kaufmann Teile des Manuskripts erstmals einer größeren Öffentlichkeit: am 14. November 1959 eröffnete Kaufmann in der Grazer Urania eine Vortragsreihe unter dem Titel „Das Wiener Judentum – Sein Beitrag zum modernen jüdischen Intellektualismus.“ Eine weitere Reihe ab dem 11. Januar 1960 trug den Titel: „Das Wiener Judentum – Sein Beitrag zum modernen jüdischen Intellektualismus. Nach der sozialphilosophischen Grundierung werden nun geisteswissenschaftliche Einzelanalysen der großen jüdischen Künstlerpersönlichkeiten und Wissenschaftler folgen.“ Zu dieser Zeit war das Manuskript in der heute vorliegenden Form weitgehend abgeschlossen. Es finden sich vereinzelt Notizen in den Arbeitstagebüchern, die auf mehr oder weniger konkrete Publikationspläne schließen lassen, jedoch allesamt nicht umgesetzt wurden. Den letzten Hinweis auf eine geplante Veröffentlichung notierte Kaufmann im Januar 1967 im Zusammenhang mit Überlegungen für eine Schriftenreihe des Instituts für Wertungsforschung: „Auch mein Judenbuch könnte in Form von Institutsvorlesungen zustande kommen.“ Kaufmanns früher Tod knapp 42-jährig im Jahr 1970 ließ auch dieses Projekt unvollendet.

## Teil 1:Das Material
Das etwa 350 Seiten umfassende Manuskript gliedert sich in vier Teile. Der erste Abschnitt (Das Material) bringt einen historischen Abriss und umfasst 17 Kapitel mit insgesamt 57 Seiten. Kaufmann stellt, nach einem kurzen Vorwort, die Frage "Wer ist Wiener Jude" und beantwortet diese mit einer soziologisch-konfessionellen Definition. Wiener Jude sei  "mit Sicherheit nur derjenige, der einem bestimmten jüdischen Kollektiv entwachsen ist oder seine Generationenreihe auf ein solches Kollektiv zurückführen kann. Dieses Kriterium ist rein gesellschaftlich, doch mündet es, von den Bestimmungspersonen drei, vier, höchstens fünf Geschlechterfolgen zurückgezählt, bei allen Wiener Juden mit Bestimmtheit in der religiösen Bindung." In den folgenden Kapiteln behandelt Kaufmann Fragestellungen wie die Judenpolitik der Habsburger, die Lebensumstände in den ostjüdischen Ghettos sowie den jüdischen Zuzug nach Wien im 19. Jahrhundert.
Das zentrale Kapitel im ersten Teil ist Kapitel Nummer elf. Unter der Überschrift Die Generationen entwickelt hier Kaufmann seine entscheidende These, nämlich die einer vom Materiellen zum Geistigen vorstoßenden Abfolge von Generationen: "Ein schematisierter Längsschnitt durch die Geschichte dieses liberal-nationalen Jahrhunderts der Wiener Juden, von den Tagen des Vormärz bis zum Blutbad des Todesmärz im Jahre 1938, zeigt in seiner interessantesten Kurve vier typische Generationsfolgen: die Großväter, die das Ghetto noch gekannt haben, die Väter, die als Händler oder Geldleute nach Wien zogen, die Söhne, die – in der Mehrzahl noch irgendwo in der böhmischen, mährischen oder ungarischen Provinz auf die Welt gekommen – sich die Waffen des Geistes erkämpften, und schließlich die Enkel, die so oft zu intellektueller Bedeutungslosigkeit verurteilt waren."
Kaufmann ordnet jeder Generation bestimmte psychische Dispositionen zu. Diese wiederum hätten großen Einfluss auf die geistige und künstlerische Produktion. So verberge sich hinter den besonderen Lebensumständen in den ostjüdischen Ghettos (also der Generation der Großväter) zum einen das "Geheimnis der gestauten Kraft". Zum anderen, so Kaufmann, sind diese Lebensumstände auch verantwortlich für die Disposition für extreme seelische Zustände. Die Väter-Generation nutzte die liberalen politischen Verhältnisse für den wirtschaftlichen Aufstieg, während Angst- und Verlustgefühle verdrängt werden: "Die Abwehrkräfte mußten auf den Plan, die psychische Situation eindeutig zu machen; man durfte es sich selbst nicht eingestehen, daß etwas verloren war, denn man hatte diesen Verlust gewollt und befürwortet." In der Generation der Söhne bricht das Verdrängte wieder auf, wird aber gleichsam positiv umgedeutet und erfährt eine Hinwendung zum Analytischen und Geistigen: "Die Haßliebe, die Ambivalenz der Gefühle, das zwiespältige Bewußtsein, mit dem Kollektiv Ungeahntes verloren zu haben, während andererseits doch auch wieder Außergewöhnliches gewonnen war – alles das kehrte eruptiv in das Denken dieser Generation zurück. Ein gewaltiger, unheimlicher Zwang erfaßte sie, diese ihre Eigenart intellektuell zu umkreisen und zu erklären, in Varianten, die ihnen selbst nicht verständlich waren. Es ist das Thema unseres Buches, das Thema des Wiederholungszwanges."

## Teil 2:Die Chronik
In diesem Teil versucht Kaufmann, seine im ersten Abschnitt aufgestellte Generationen-These statistisch zu untermauern. Das erste Kapitel (Zählung) behandelt die jüdische Bevölkerungsentwicklung in Österreich. Das zweite beinhaltet einen statistischen Vergleich der vorwiegend in Wien angesiedelten Juden mit Nichtjuden unter den Aspekten Geschlecht, Krankheit und Kriminalität. Das dritte Kapitel (Beruf und Schule) zeigt den bildungspolitischen Aufstieg eines Teiles der jüdischen Bevölkerung Wiens zwischen den Jahren 1890 und 1925 anhand von Belegzahlen an Wiener Gymnasien und Universitäten.
Kapitel Nummer vier bis 16 beinhalten Namen und Lebensdaten Wiener Juden, geordnet nach verschiedenen geistigen Berufen: Finanzwelt und Industrie; Rabbiner, Prediger und Kantoren; Publizisten und Zionisten; Mediziner; Juristen; Sozialpolitiker und Wirtschaftler; Naturwissenschaftler und Techniker; Philosophen; Sammler und philosophische Geisteswissenschaftler; Literaten und Journalisten; Komponisten; Maler, Architekten, Bildhauer, Kunsthändler und Kunsthandwerker; Theaterdirektoren, Regisseure, Schauspieler und Sänger; Instrumentalisten und Dirigenten; Politiker. Jeder einzelne Name ist mit Geburts- und ggf. Sterbedatum sowie dem Geburtsort (für den Fall, dass es sich dabei nicht um Wien handelt) versehen. Kaufmann führt auch Namensvarianten an und macht kurze Angaben zu den Leistungen der Person auf ihrem jeweiligen Fachgebiet.

## Teil 3:Die Analyse
Teil drei umfasst rund 90 Seiten Typoskript. Der Titel Die Analyse bezieht sich direkt auf Sigmund Freud und die von ihm entwickelte Methode der Psychoanalyse. Sie stellt für Kaufmann die zentrale geistige Leistung dar, die das jüdisch-intellektuelle Wien hervorgebracht hat. Mehrere Kapitel widmet er den Erkenntnissen und Thesen Freuds zum Unbewussten. Die entsprechenden Kapitelüberschriften lauten: Der Vaterkomplex, Traumdeutung oder Eros und Tod. Wiederum bringt Kaufmann psychische Dispositionen mit den soziokulturellen Bedingungen in den ostjüdischen Ghettos in Verbindung: "Den Generationen des Ghettos war das Dunkle, das feinfühlig nebeneinander bestehende Gegensätzliche, das psychisch Ambivalente der nach außen eindeutigen Erscheinung nicht unvertraut. Gedankengänge wie Aussperren, Verdrängen, Verzichten und Warten vor der Türe waren ihr soziales Schicksal seit Jahrhunderten. Die Ghettopsyche war angereichert mit der Dynamik zurückgestauter 'verdrängter' Energien." Ambivalenz, psychische Gespanntheit und vor allem ein ambivalentes Verhältnis zum Vater sind für Kaufmann Charakteristika jener "Ghettopsyche": "Niemand hat am Segen und Fluch der väterlichen Herkunft nachhaltiger und verzweifelter getragen als diese jüdische Generation des Geistes."
Kaufmanns versucht in der Folge, den wechselseitigen Einfluss zwischen den Ideen Freuds und der Literatur jüdischer Autoren aufzuzeigen. In Kapiteln, die er Melancholie und Begeisterung, Die Wundersehnsucht, Die Kritik oder Der Witz überschreibt, zieht er Parallelen zwischen Psychoanalyse und Literatur. Diese, die Literatur nämlich, betreibe ebenfalls Seelenanalyse: "Zugleich mit Freud oder fasziniert durch Freud war die ganze Generation am Werk. Sämtliche dramatis personae dieses Buches sind Seelenanalytiker."  Zu diesen "Seelenanalytikern" gehören für Kaufmann vor allem Autoren wie Stefan Zweig, Franz Kafka, Hermann Broch, Franz Werfel, Richard Beer-Hofmann, Hugo von Hofmannsthal, Egon Friedell, Peter Altenberg oder Karl Kraus. Sie werden in Geist aus dem Ghetto immer wieder ausführlich zitiert.
Neben den engen Verbindungen zwischen Psychoanalyse und Literatur widmet sich Kaufmann auch den Einflüssen Freuds auf Kunst und Wissenschaft, vor allem der Ausbildung wissenschaftlicher Disziplinen nach analytischen Grundsätzen: "Die Tendenz der Methode war: durch peinliches Befragen, Entwickeln und Kombinieren ein neues, zweites Leben zu schaffen, ein Leben im Geist und in der Abstraktion. Durch die Analyse wurden neue Ebenen der Welteinsicht gewonnen." In mehreren Kapiteln beleuchtet Kaufmann diese Tendenz zur Abstraktion in unterschiedlichen Bereichen: in der Musik  Arnold Schönbergs unter dem Titel Der Wiederholungszwang als Gesetz; in der Musikwissenschaft (Kapitelüberschrift: Die Eigengesetzlichkeit der Musik) bezogen auf die Namen Eduard Hanslick, Guido Adler und Heinrich Schenker; in der Rechtslehre Hans Kelsens sowie im Theater. Hier stellt er dem szenischen Theater Max Reinhardts Karl Kraus und sein "Theater des Wortes" gegenüber. Den Abschluss des dritten Teiles bilden die Kapitel Der Optimismus des Geschäfts und des sozialen Aufstiegs (Kapitalismus, Kapitalismuskritik, Sozialdemokratie) und Der Optimismus der Zionsidee (Theodor Herzl und Max Nordau).

## Teil 4:Ausnahmezustände
Der vierte Teil von Geist aus dem Ghetto ist mit seinen rund 140 Seiten Typoskript sowie zahlreichen handschriftlichen Einschüben und Anmerkungen nicht nur der umfangreichste Abschnitt, er nimmt in Geist aus dem Ghetto auch eine Sonderstellung ein. Es handelt sich dabei nur zum geringen Teil um ausformulierte und in Kapitel gegliederte Texte (wie in den vorhergehenden Teilen), vielmehr um ganz unterschiedliches Material. So gibt es etwa eine Vielzahl von Einzelblättern mit Zitaten u. a. von Theodor W. Adorno, Georg Wilhelm Friedrich Hegel, Thomas Mann, Karl Kraus, Peter Altenberg, Otto Weininger oder Franz Kafka, die zum Teil mit Überschriften und Datum sowie kurzen Reflexionen und Bemerkungen Kaufmanns versehen sind und sich direkt auf Kapitel in Teil eins und Teil drei beziehen: Gedanken zu den 'ethnischen' Kapitel, also Reflexionen zur Frage, ob es "das Jüdische" überhaupt gibt, zur These der Generationenfolge, zur Dialektik, zu Assimilation, Emigration und Antisemitismus. Ein längerer Abschnitt versammelt Beschreibungen über Ghettoverhältnisse in Form von Zitaten aus Werken von Joseph Rohrer, Sigmund Mayer, Max Nordau, John Hersey, Schalom Asch und Jakob Wassermann. Vier längere, ausformulierte Abschnitte sind Karl Kraus gewidmet.
Äußerst umfangreich sind zwei Kapitel, die Kaufmann mit Wachsfigurenkabinett überschrieben hat. Darin lässt er Figuren aus Arthur Schnitzlers Roman Der Weg ins Freie und Franz Werfels Roman Barbara oder die Frömmigkeit über eine Art szenische Anordnung von Zitaten gleichsam miteinander in einen imaginären Dialog treten. Für das Kapitel Jüdische Familienforschung erstellte Kaufmann Ahnentafeln, anhand derer er die jüdische Abstammung einer ausgewählten Gruppe von Künstlern und Wissenschaftlern nachzeichnen wollte: Berthold Viertel, Karl Kraus, Gustav Mahler, Hugo von Hofmannsthal, Sigmund Freud und Franz Kafka. Insgesamt versucht Kaufmanns in diesem vierten Teil, "das Thema des Jüdischen durch jüdische Selbstanalysen zu erfassen".

## Wirkungsgeschichte
„Dass Harald Kaufmann Anfang der 1950er Jahre in Graz, einer vormaligen Hochburg der österreichischen Nationalsozialisten mit gesellschaftlichen, politischen und kulturpolitischen Kontinuitäten in die NS-Zeit, an seinem Buch  Geist aus dem Ghetto zu arbeiten begann, kann nicht als Selbstverständlichkeit gewertet werden. Denn nach dem Ende des Zweiten Weltkrieges und nach der Schoah war es in Österreich weitgehend gesellschaftlicher Konsens, über die Judenverfolgung und damit verbunden über alle Themen, die sich mit jüdischer Geschichte und Kultur auseinandersetzten, zu schweigen.“ Erst Jahrzehnte später erschienen Bücher und Studien zum Thema jüdische Kultur in Österreich im Fin de Siecle, wobei einige Ansätze erstaunliche Parallelitäten zu denen Kaufmanns aufweisen. „Als prominentestes Beispiel dafür sei auf das weit über die akademische Landschaft hinaus rezipierte Buch Wien. Geist und Gesellschaft im Fin de Siecle (1982) von Carl E. Schorske hingewiesen. Wie Harald Kaufmann 30 Jahre zuvor, erachtet auch Schorske Sigmund Freuds Traumdeutung als Schlüsselwerk der Wiener Moderne – und zwar hinsichtlich seiner Relevanz als Kulturtheorie und nicht (nur) im Kontext seiner fachwissenschaftlichen Bedeutung.“
Am 20. und 21. Oktober 2010 veranstalteten Andreas Dorschel (Institut für Musikästhetik an der Universität für Musik und darstellende Kunst Graz) sowie Petra Ernst und Gerald Lamprecht (Centrum für Jüdische Studien an der Karl-Franzens-Universität Graz) ein Symposion zu Harald Kaufmann und zu Geist aus dem Ghetto an der Universität für Musik und darstellende Kunst Graz. Im Jahr 2012 erschien ein Band der Zeitschrift transversal, gewidmet Geist aus dem Ghetto. Übereinstimmend konstatieren die Autorinnen und Autoren, dass Kaufmann mit dem Buchprojekt seiner Zeit weit voraus war. "Bemerkenswert an Kaufmanns Ansatz ist der Umstand, dass er bereits in den 1950er Jahren den Versuch unternahm, den Wiener Intellektualismus um die Jahrhundertwende auf dessen jüdische Exponenten zu fokussieren, ja ihn zentral aus der jüdischen Geistes- und Sozialgeschichte heraus zu interpretieren. Dabei ging es ihm keineswegs um eine partikulare jüdische Geschichtsschreibung, sondern vielmehr um eine gesamtkulturelle Betrachtung."